# Pacyficzka czarna
Pacyficzka czarna (Pomarea nigra) – gatunek małego ptaka z rodziny monarek (Monarchidae). Występuje endemicznie na wyspie Tahiti (Wyspy Towarzystwa, Polinezja Francuska). Krytycznie zagrożona wyginięciem.

## Taksonomia
Gatunek opisał po raz pierwszy Anders Sparrman w 1786 roku pod nazwą Muscicapa nigra. Holotyp pochodził z Tahiti. Opis zawierał tablicę barwną, oznaczoną numerem 23 (XXIII), wzmiankę o zasięgu występowania – wspomniano jedynie Wyspy Towarzystwa, bez wyszczególniania Tahiti – oraz krótki opis wyglądu. Autorem ilustracji jest Jonas Carl Linnerhielm.
Miejsce przechowywania holotypu nie jest jasne. Autor opisał gatunek w Museum Carlsonianum. W Muzeum Historii Naturalnej w Sztokholmie znajduje się dość zniszczony okaz oznaczony numerem NRM 569917, który może być holotypem.
Z pacyficzki czarnej wyodrębniono pacyficzkę aksamitną (P. pomarea), wcześniej uznawaną za jej podgatunek; gatunek ten znany jest jedynie z okazu zebranego w 1823 i starego rysunku. Możliwe, że pacyficzka czarna była ściśle spokrewniona z gatunkami monarek z Wysp Towarzystwa. Proponowany podgatunek tabuensis był w rzeczywistości źle przypisanym gąsienicojadem polinezyjskim (Lalage maculosa). Pacyficzka czarna jest gatunkiem monotypowym.

## Morfologia
Długość ciała wynosi około 15 cm. Wymiary dla okazu z MHN w Sztokholmie, będącego dorosłym samcem, są następujące: skrzydło 90 mm, ogon 74 mm, dziób (górna krawędź) 13 mm, skok 26 mm. Wymiary dla osobników zebranych w trakcie ekspedycji w latach 1921–1932 (Whitney South Sea Expedition; 5 samców, 3 samice) są następujące: skrzydło 88–97 mm, ogon 70–77 mm, dziób (górna krawędź) 16–17 mm, skok 26–27 mm, środkowy palec stopy wraz z pazurem 19–20 mm.
Nie występuje dymorfizm płciowy. Upierzenie osobników dorosłych jest w całości jednolicie czarne, o metalicznym połysku. Tęczówka ciemna, dziób jasnoniebieski, nogi i stopy niebieskoszare. U osobników młodocianych głowę, grzbiet i boki pokrywają pióra barwy cynamonowej do płowej, podobne lecz jaśniejsze na gardle i piersi oraz brudnobiałe na brzuchu.

## Zasięg występowania
Endemit zachodniej części wyspy Tahiti, należącej do Wysp Towarzystwa (Polinezja Francuska). Występuje tam na obszarze 28 km² w czterech dolinach, porośniętych tropikalnymi, wilgotnymi lasami. Odnotowywany na wysokości 80–400 m n.p.m. W obrębie zasięgu często występują drzewa Neonauclea forsteri i krzew ketmia lipowata (Hibiscus tiliaceus).

## Zachowanie
Pacyficzka czarna żywi się owadami zbieranymi z liści i gałęzi. Jest to gatunek silnie terytorialny, powierzchnia terytorium to kilka hektarów. Zawołanie stanowi ostre tik-tik-tik, pieśń melodyjna, fletowa.

### Lęgi
Okres lęgowy trwa od października do lutego. Na miejsce na gniazdo P. nigra często wybiera drzewa Neonauclea forsteri. Gniazdo o kształcie kubeczka tworzą mech i pajęczyny. Zniesienie liczy jedno jajo. Inkubacja trwa 15–17 dni. Około trzech tygodni po wykluciu młode są w pełni opierzone.

## Status, zagrożenia i ochrona
Przez IUCN pacyficzka czarna klasyfikowana jest jako krytycznie zagrożona wyginięciem (CR, Critically Endangered) i status ten posiada od 1994 (wcześniej takowy nie istniał). Populacja wykazuje jednak trend wzrostowy. We wrześniu 1998 z czterech dolin wykazano 27 osobników, w tym 12 par. W roku 2006 znano 12 terytoriów, wtedy też cała oszacowana populacja, wraz z młodymi, liczyła 40–45 osobników. W 2010 roku osobników dorosłych było 35, zaś w 2011 całkowita populacja wynosiła 40 ptaków, w tym 7 piskląt. W 2012 liczba osobników wzrosła do 43–44, z czego 38 zajmowało określone terytorium.
Akcje ochronne dla P. nigra zainicjowało Société d'Ornithologie de Polynésie MANU. Jednym z głównych zagrożeń dla pacyficzki czarnej jest wprowadzony na Tahiti szczur śniady (Rattus rattus). Ochronę pacyficzki rozpoczęto w roku 1998 od tree-bandingu – umieszczania aluminiowych obręczy na pniach drzew, dzięki czemu szczury (i inne drapieżniki) ześlizgiwały się i nie były w stanie dostać się do gniazda. Prócz tego rozłożono stacje deratyzacyjne. By zawartej w stacjach deratyzacyjnych substancji, tu bromadiolonu (pokrywającego zboże), nie spożyły przypadkiem inne zwierzęta, stacja miała kształt tuby o średnicy 8 cm i długości 30 cm. Akcję ponowiono w 1999. W środku września tego roku w dolinie oznaczonej jako A takowe stacje już umieszczono, podjęto decyzję o ich wprowadzeniu w dolinach B i D.
Trzyletnie badania, których wyniki opublikowano w 2002 roku, wykazały, że na terytoriach pacyficzek czarnych, na których występował bilbil czerwonoplamy (Pycnonotus cafer) lub majna brunatna (Acridotheres tristis), częściej występowały niepowodzenia w lęgach, w tym śmierć piskląt. Potencjalne zagrożenie stanowi również łowczyk polinezyjski (Todiramphus veneratus), który może zjadać pisklęta i wykazuje agresję wobec pacyficzek przebywających na obszarze jego terytorium. W latach 2009–2011 złapano 13 łowczyków polinezyjskich, które z doliny Papehue przetransportowano do obszarów odległych od terytoriów pacyficzki. Negatywny wpływ na populację mają także wprowadzone rośliny z gatunku Spathodea campanulata, które jako gatunki inwazyjne porastają doliny, wypierając gatunki rodzime, co zaburza funkcjonowanie ekosystemu.
Od roku 1998 pacyficzki są obrączkowane; barwne obrączki umożliwiają rozróżnianie osobników. W roku 2012 populacja zwiększyła się o 10 osobników młodych, co czyni sezon lęgowy w 2012 roku najbardziej efektywnym w historii ochrony gatunku. Doliny Maruapo, Papehue, Hopuetamai i Orofero posiadają status ostoi ptaków IBA.